# Edenred
Edenred (fostă Accor Services) este lider mondial în domeniul tichetelor de servicii preplătite, fiind inventatorul tichetului de masă Ticket Restaurant.
În iunie 2010, Accor Services și-a schimbat denumirea în Edenred.